# Punch Drunkard
Punch Drunkard (パンチドランカー) é o sétimo álbum de estúdio da banda japonesa de rock The Yellow Monkey, lançado em 4 de março de 1998 e gravado em Londres.
Em 2013, um documentário da turnê de 113 datas em promoção ao álbum, de abril de 1998 a março de 1999, foi lançado no cinema no Japão, intitulado Pandora: The Yellow Monkey Punch Drunkard Tour The Movie. Inclui uma entrevista com os quatro membros juntos, a primeira vez desde que a banda se separou.
Foi considerado um dos melhores álbuns de 1989 a 1998 em uma edição da revista musical Band Yarouze.

## Desempenho comercial
Punch Drunkard alcançou o topo Oricon Albums Chart, permanecendo na parada por quatorze semanas. Em agosto de 1998, foi certificado disco de platina pela RIAJ por vender mais de 400,000 cópias. Foi o 48° álbum mais vendido em 1998 no Japão, com 
561,040 cópias.

## Faixas
| N.º            | Título                                          | Duração |  |
| 1.             | "Punch Drunkard" (パンチドランカー)             | 4:49    |  |
| 2.             | "Kyūkon" (球根)                                 | 5:36    |  |
| 3.             | "Machigai ne Na" (間違いねえな)                 | 3:41    |  |
| 4.             | "Gorgeous" (ゴージャス)                         | 4:15    |  |
| 5.             | "Mishite Mishite" (見して 見して)               | 5:11    |  |
| 6.             | "Kuzu Shakai no Akai Bara" (クズ社会の赤いバラ) | 4:32    |  |
| 7.             | "Sexless Death" (セックスレスデス)              | 5:00    |  |
| 8.             | "Everyday" (エブリデイ)                         | 5:02    |  |
| 9.             | "Sea"                                           | 1:08    |  |
| 10.            | "Burn"                                          | 5:12    |  |
| 11.            | "Amai Keiken" (甘い経験)                        | 4:32    |  |
| 12.            | "Hanareru na" (離れるな)                        | 6:18    |  |
| 13.            | "Love Love Show"                                | 4:13    |  |
| Duração total: | Duração total:                                  | 59:30   |  |

## Ficha técnica
- Kazuya "Lovin" Yoshii (吉井和哉) – vocais, guitarra
- Hideaki "Emma" Kikuchi (菊地英昭) – guitarra, vocais de apoio
- Yoichi "Heesey" Hirose (廣瀬洋一) – baixo, vocais de apoio
- Eiji "Annie" Kikuchi (菊地英二) – bateria